# Ariel Rubinstein
Ariel Rubinstein (hebreiska: אריאל רובינשטיין), född 13 april 1951, är en israelisk ekonom och forskare inom ekonomisk teori och spelteori.

## Biografi
Rubinstein är professor i nationalekonomi vid Tel Aviv University och New York University (NYU). Han studerade vid hebreiska universitetet i Jerusalem, där han avlade kandidatexamen i matematik, ekonomi och statistik 1974, masterexamen i nationalekonomi 1975, masterexamen i matematik 1976 samt doktorsexamen i nationalekonomi 1979. 
Genom sin artikel "Perfect equilibrium in a bargaining model" 1982 har han, tillsammans med John Nash och Ken Binmore, kommit att anses som en av upphovsmännen till den moderna köpslagningsteorin. Modellen är också känd som Rubinsteins förhandlingsmodell. Den beskriver köpslagning mellan två personer med perfekt information där spelarna turas om att buda. Ett centralt antagande är att spelarna är otåliga. Resultatet stakar ut förhållandena där spelet kan uppnå en särskilt form av perfekt jämvikt.

## Utmärkelser
Rubinstein valdes till medlem av Israel Academy of Sciences and Humanities 1995, till  utländsk hedersmedlem av American Academy of Arts and Sciences 1994 och medlem i American Economic Association 1995. 1985 valdes han in i Econometric Society och var dess ordförande 2004.
2002 tilldelades han en hedersdoktor av Tilburg University.
Han har mottagit Brunopriset (2000), Israelpriset för ekonomi (2002), Nemmers pris i ekonomi (2004), EMET-priset (2006). och Rothschild-priset (2010).